# Typhoon (film fra 1914)
Typhoon er en amerikansk stumfilm fra 1914 af Reginald Barker.

## Medvirkende
- Sessue Hayakawa som Tokorama.
- Gladys Brockwell som Helene.
- Frank Borzage som Renard Bernisky.
- Henry Kotani som Hironari.
- Leona Hutton som Theresa.